# Europameisterschaften 1942
Als Europameisterschaft 1942 oder EM 1942 bezeichnet man folgende Europameisterschaften, die im Jahr 1942 stattfanden:
- Boxeuropameisterschaften 1942 in Breslau (Deutsches Reich) später annulliert